# Calefacció central

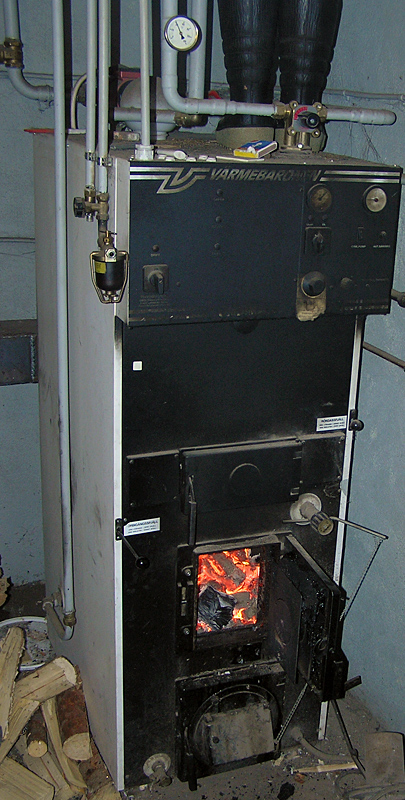
Calefacció central

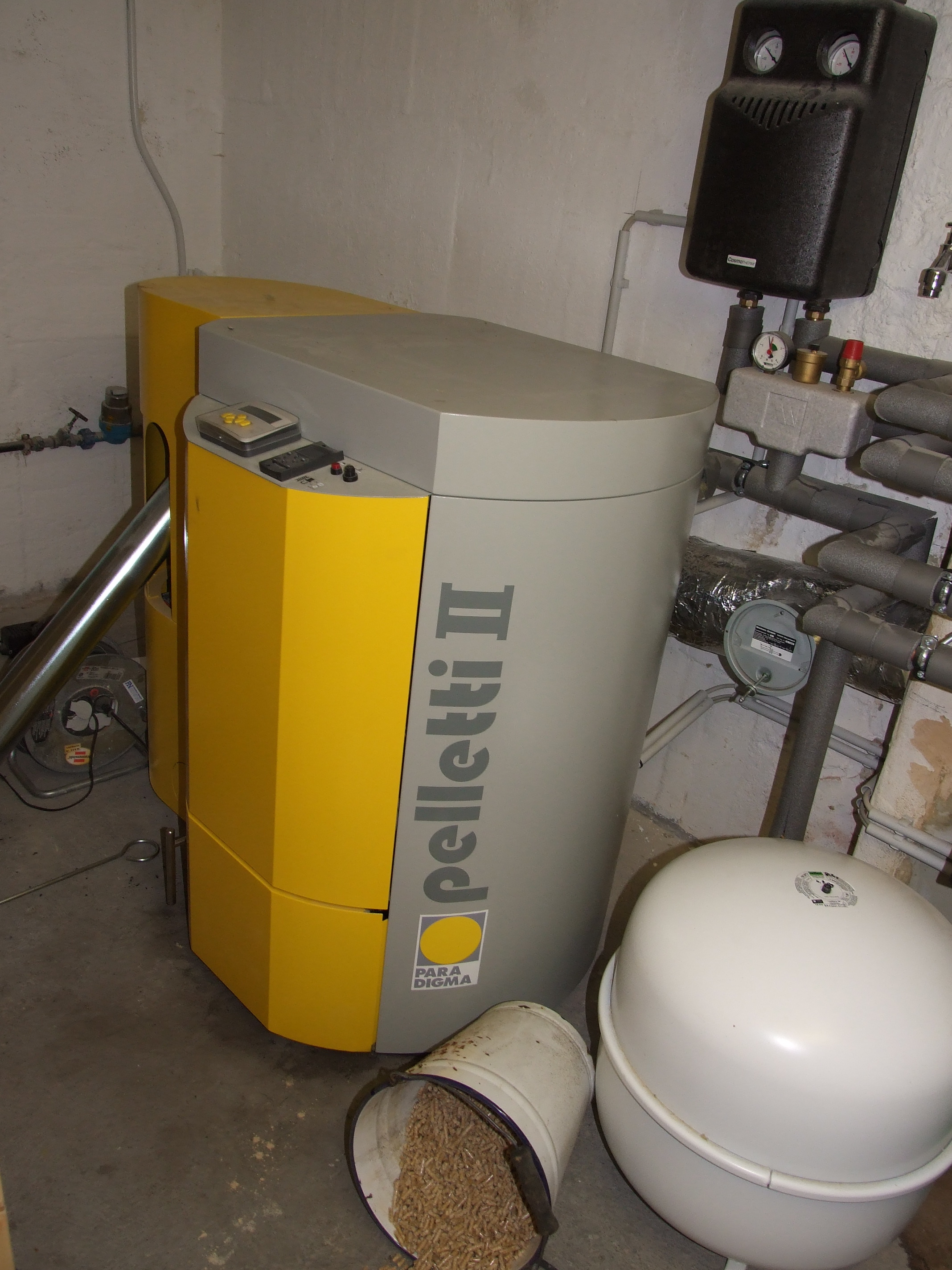
Calefacció central d'aigua calenta, utilitzant llenya com a combustible

Un sistema de calefacció central proporciona calor a diversos espais d'un edifici des d'una font principal de calor. És un component dels sistemes de calefacció, ventilació i aire condicionat (abreviat: HVAC), que poden refredar i escalfar espais interiors.
Un sistema de calefacció central té algun tipus de cremador que converteix el combustible o l'electricitat en calor. La calor es fa circular per l'edifici, ja sigui mitjançant ventiladors que obliguen l'aire escalfat a través de conductes, circulació de vapor a baixa pressió als radiadors de cada habitació climatitzada o bombes que fan circular aigua calenta pels radiadors de l'habitació. Les fonts d'energia primàries poden ser combustibles com el carbó, la fusta, el petroli, el querosè, el gas natural o l'electricitat.
En comparació amb sistemes com ara xemeneies i estufes de llenya, una planta de calefacció central ofereix una uniformitat millorada en el control de la temperatura d'un edifici, que normalment inclou el control automàtic del cremador. Les cases o edificis grans es poden dividir en zones controlables individualment amb els seus propis controls de temperatura. La manipulació automàtica de combustible (i, de vegades, de cendres) proporciona una comoditat millorada sobre xemeneies separades. Quan un sistema inclou conductes per a la circulació d'aire, es pot afegir aire condicionat central al sistema. Un sistema de calefacció central pot ocupar un espai considerable en una casa o un altre edifici, i pot requerir la instal·lació de conductes de subministrament i retorn en el moment de la construcció.

## Visió general
La calefacció central es diferencia de la calefacció d'espais perquè la generació de calor es produeix en un sol lloc, com ara una sala de cremadors o un soterrani d'una casa o una sala mecànica d'un edifici gran (encara que no necessàriament al punt geomètric "central"). La calor es distribueix per tot l'edifici, normalment per aire forçat a través de conductes, per aigua que circula per canonades o per vapor alimentat per canonades. El mètode més comú de generació de calor implica la combustió de combustible fòssil en un cremador o caldera.
A bona part de la zona de clima temperat, la majoria d'habitatges unifamiliars tenen calefacció central instal·lada des d'abans de la Segona Guerra Mundial. Allà on el carbó estava disponible (és a dir, la regió de carbó antracita al nord-est de Pennsilvània), els sistemes de vapor o aigua calenta de carbó eren habituals. Més tard al segle xx, aquests es van actualitzar per cremar fuel o gas, eliminant la necessitat d'un gran contenidor d'emmagatzematge de carbó a prop de la caldera i la necessitat d'eliminar i llençar les cendres de carbó.
Una alternativa més barata a l'aigua calenta o la calor del vapor és l'aire calent forçat . Un cremador crema fuel o gas, que escalfa l'aire en un intercanviador de calor, i els ventiladors fan circular l'aire escalfat a través d'una xarxa de conductes fins a les habitacions de l'edifici. Aquest sistema és més econòmic perquè l'aire es mou a través d'una sèrie de conductes en lloc de canonades, i no requereix instal·lació de canonades . L'espai entre les bigues del sòl es pot encaixar i utilitzar com a part dels conductes, reduint encara més els costos.

Les quatre generacions diferents de sistemes de calefacció urbana i les seves fonts d'energia

Els sistemes de calefacció elèctrica es produeixen amb menys freqüència i només són pràctics amb electricitat de baix cost o quan s'utilitzen bombes de calor de font terrestre . Tenint en compte el sistema combinat de central tèrmica i calefacció per resistència elèctrica, l'eficiència global serà inferior a la de l'ús directe de combustible fòssil per a la calefacció d'espais.
Alguns altres edificis utilitzen calefacció central solar, en aquest cas el sistema de distribució utilitza normalment la circulació d'aigua.
Les alternatives a aquests sistemes són els escalfadors de gas i la calefacció urbana . La calefacció urbana utilitza la calor residual d'un procés industrial o una planta de generació elèctrica per proporcionar calor als edificis veïns. Similar a la cogeneració, això requereix canonades subterrànies per fer circular aigua calenta o vapor.

## Història

### Antiga Corea

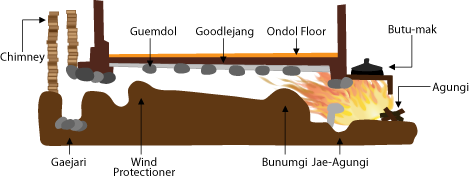
Una il·lustració del sistema ondol

S'ha trobat l'ús de l' ondol en jaciments arqueològics de l'actual Corea del Nord. Un jaciment arqueològic de l'edat neolítica, cap al 5000 aC, descobert a Sonbong, Rason, a l'actual Corea del Nord, mostra un clar vestigi de gudeul a l'habitatge excavat (움집 () </link></link> ).
Els components principals de l' ondol tradicional són un agungi (foc o estufa) accessible des d'una habitació contigua (típicament cuina o dormitori principal), un terra de maçoneria sobreaixecat sota passadissos horitzontals de fums i una xemeneia vertical i independent a la paret exterior oposada que proporciona un esborrany. El terra escalfat, sostingut per pilars o deflectors de pedra per distribuir el fum, està cobert per lloses de pedra, argila i una capa impermeable com el paper oliat.
Els primers ondol s van començar com a gudeul que proporcionava la calefacció per a una llar i per cuinar. Quan s'encén un foc al cremador per cuinar l'arròs per sopar, la flama s'estenia horitzontalment perquè l'entrada del conducte era al costat del cremador . Aquesta disposició era essencial, ja que no permetria que el fum viatgés cap amunt, fet que faria que la flama s'apagaria massa aviat. Com que la flama passaria per l'entrada del conducte de fum, es guiaria per la xarxa de passatges amb el fum. Habitacions senceres es construirien al conducte del cremador per crear habitacions amb terra d'ondol.
Ondol s'havia utilitzat tradicionalment com a espai de vida per seure, menjar, dormir i altres passatemps a la majoria de les llars coreanes abans de la dècada de 1960. Els coreans estan acostumats a seure i dormir a terra, i treballar i menjar a taules baixes en lloc de taules elevades amb cadires. El cremador cremava principalment palles d'arròs, residus de cultius agrícoles, biomassa o qualsevol tipus de llenya seca. Per cuinar a curt termini, es preferien les palletes d'arròs o els residus de cultius, mentre que les llargues hores de cocció i la calefacció per terra necessitaven llenya més llarga. A diferència dels escalfadors d'aigua actuals, el combustible es cremava esporàdicament o regularment (de dues a cinc vegades al dia), depenent de la freqüència de cocció i de les condicions meteorològiques estacionals.

### L'antiga Roma i Grècia

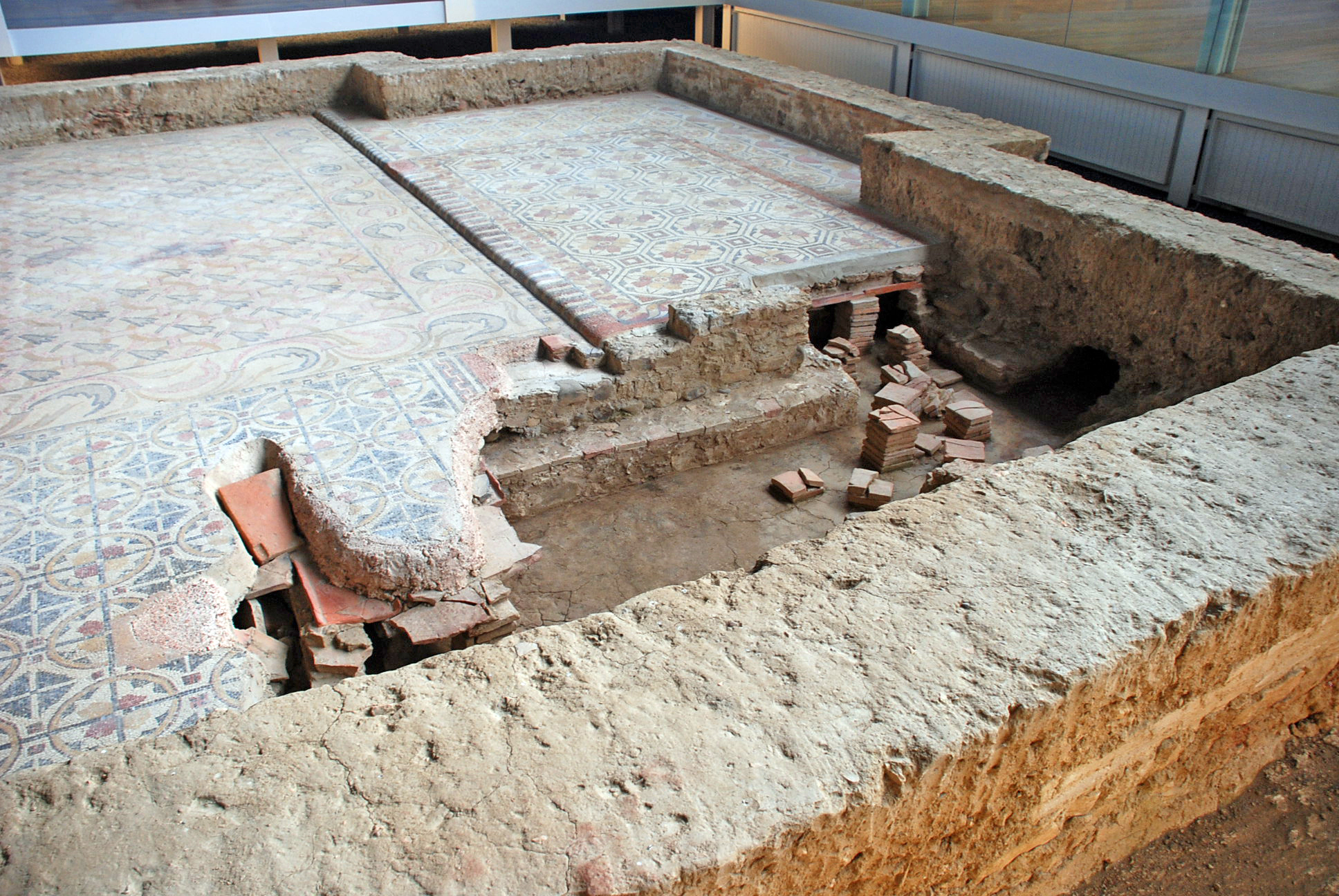
Ruïnes de l'hipocaust sota el terra d'una vil·la romana a La Olmeda, província de Palència (Castella i Lleó, Espanya).

Els grecs antics van desenvolupar originalment la calefacció central. El temple d'Efes s'escalfava amb conductes de fum plantades a terra i feien circular la calor generada pel foc. Alguns edificis de l'Imperi Romà utilitzaven sistemes de calefacció central, que conduïen l'aire escalfat pels cremadors a través d'espais buits sota els pisos i fora de les canonades (anomenades caliductes ) a les parets, un sistema conegut com a hipocaust.
L'hipocaust romà va continuar utilitzant-se a menor escala durant l'Antiguitat tardana i pel califat omeia, mentre que els constructors musulmans posteriors van emprar un sistema més senzill de canonades sota terra.
Després de l'esfondrament de l'Imperi Romà, aclaparadorament a tot Europa, la calefacció va tornar a les xemeneies més primitives durant gairebé mil anys.
A les terres altes alpines de l'edat mitjana, un sistema de calefacció central més senzill on la calor viatjava a través dels canals del terra des de la sala del cremador va substituir l'hipocaust romà en alguns llocs. A l'abadia de Reichenau, una xarxa de canals de terra interconnectats escalfava la gran sala d'actes dels monjos de 300 m² durant els mesos d'hivern. El grau d'eficiència del sistema s'ha calculat al 90%.
Al segle XIII, els monjos cistercencs van recuperar la calefacció central a l'Europa cristiana mitjançant derivacions fluvials combinades amb cremadors interiors de llenya. El Reial Monestir de Nostra Senyora de la Roda (fundat l'any 1202), ben conservat, al riu Ebre, a la regió d'Aragó, és un excel·lent exemple d'aquesta aplicació.

### Sistemes de calefacció central moderns
Els tres mètodes principals de calefacció central es van desenvolupar a finals del segle XVIII i mitjans del segle xix.

#### Aire calent

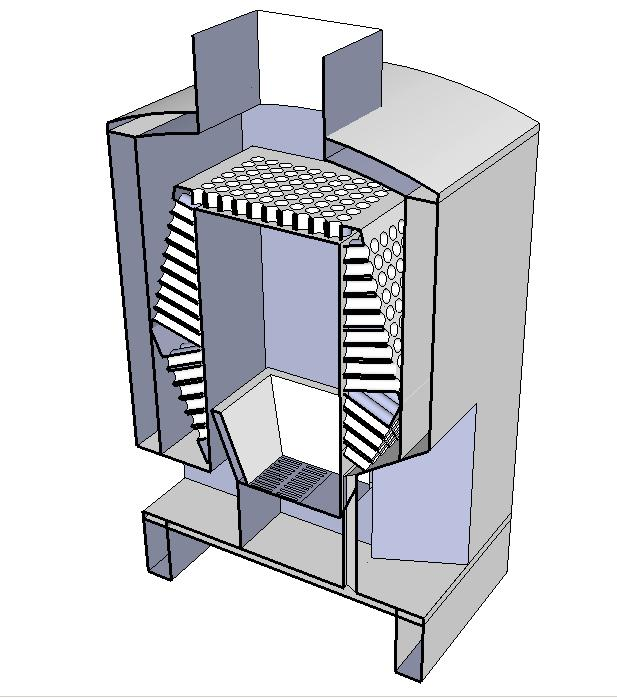
L'estufa d'aire calent de Sylvester, 1819

William Strutt va dissenyar un nou edifici de molí a Derby amb un cremador central d'aire calent el 1793, tot i que la idea ja havia estat proposada per John Evelyn gairebé cent anys abans. El disseny de Strutt consistia en una gran estufa que escalfava l'aire portat de l'exterior per un gran passatge subterrani. L'aire es ventilava a través de l'edifici mitjançant grans conductes centrals.
El 1807, va col·laborar amb un altre eminent enginyer, Charles Sylvester, en la construcció d'un nou edifici per allotjar la Royal Infirmary de Derby. Sylvester va ser fonamental en l'aplicació del nou sistema de calefacció de Strutt per al nou hospital. Va publicar les seves idees a The Philosophy of Domestic Economy; com s'exemplifica en el mode d'escalfament, ventilació, rentat, assecat i cuina, ... a la Infermeria General de Derbyshire el 1819. Sylvester va documentar les noves maneres d'escalfar els hospitals que es van incloure en el disseny i les característiques més saludables, com ara els vàters autonetejants i refrescants d'aire. El nou sistema de calefacció de la infermeria permetia als pacients respirar aire fresc i escalfat, mentre que l'aire antic es canalitzava fins a una cúpula de vidre i ferro al centre.
Els seus dissenys van resultar molt influents. Es van copiar àmpliament als nous molins de les Midlands i es van millorar constantment, arribant a la maduresa amb el treball de De Chabannes sobre la ventilació de la Cambra dels Comuns a la dècada de 1810. Aquest sistema va seguir sent l'estàndard per a la calefacció d'edificis petits durant la resta del segle.

#### Vapor

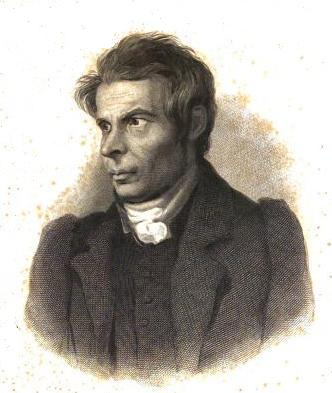
Thomas Tredgold, un destacat enginyer i autoritat en sistemes de calefacció central a principis del.

L'escriptor anglès Hugh Plat va proposar un sistema de calefacció central basat en vapor per a un hivernacle el 1594, tot i que va ser un fet aïllat i no va ser seguit fins al segle XVIII. El coronel Coke va idear un sistema de canonades que portarien vapor per la casa des d'una caldera central, però va ser James Watt l'inventor escocès qui va ser el primer a construir un sistema completament operatiu a casa seva.
Una caldera central subministrava vapor d'alta pressió que després distribuïa la calor dins de l'edifici mitjançant un sistema de canonades encastades a les columnes. Ell va implementar el sistema a una escala molt més gran en una fàbrica tèxtil de Manchester. Robertson Buchanan va escriure la descripció definitiva d'aquestes instal·lacions en els seus tractats publicats el 1807 i el 1815. El treball de Thomas Tredgold , Principles of Warming and Ventilating Public Buildings, va delinear el mètode d'aplicació de la calefacció de vapor calent a edificis més petits i no industrials. Aquest mètode havia substituït els sistemes d'aire calent a finals del segle xix.century.

#### Aigua calenta

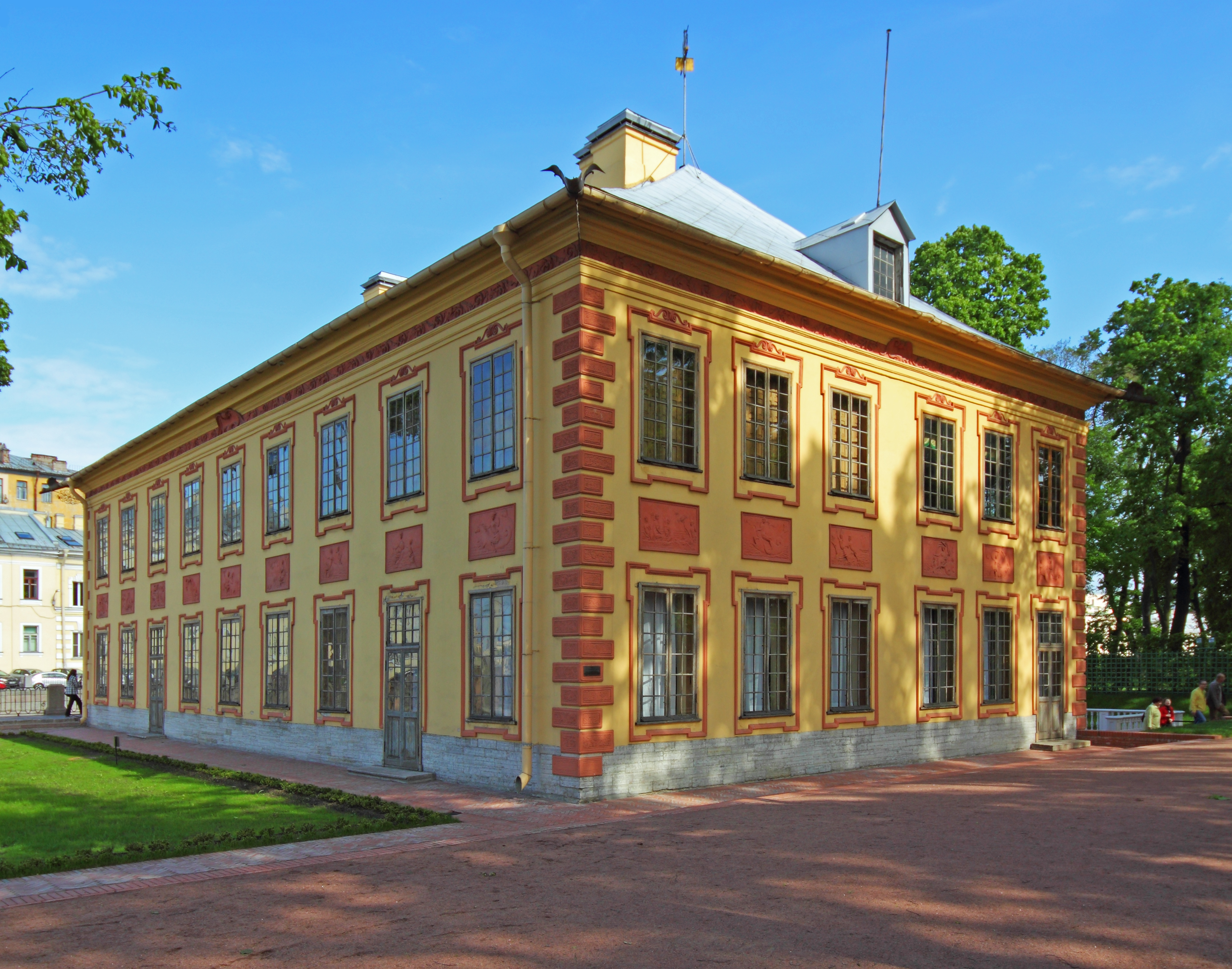
El Palau d'Estiu de Sant Petersburg tenia un primer sistema de calefacció central hidrològica.

Els primers sistemes d'aigua calenta es van utilitzar a l'antiga Roma per escalfar les Thermæ. Un altre sistema primitiu d'aigua calenta es va desenvolupar a Rússia per a la calefacció central del Palau d'Estiu (1710–1714) de Pere el Gran a Sant Petersburg. Una mica més tard, el 1716, va arribar el primer ús de l'aigua calenta a Suècia per distribuir la calefacció als edificis. Mårten Triewald, un enginyer suec, va utilitzar aquest mètode per a un hivernacle a Newcastle upon Tyne. Jean Simon Bonnemain (1743–1830), un arquitecte francès, va introduir la tècnica a la indústria en una cooperativa, al Château du Pêcq, prop de París.
Tanmateix, aquests intents dispersos estaven aïllats i es van limitar principalment a la seva aplicació als hivernacles. Tredgold va descartar el seu ús com a poc pràctic, però va canviar d'opinió el 1836, quan la tecnologia va entrar en una fase de ràpid desenvolupament.
Els primers sistemes havien utilitzat sistemes d'aigua a baixa pressió, que requerien canonades molt grans. Un dels primers sistemes moderns de calefacció central d'aigua calenta per solucionar aquesta deficiència va ser instal·lat per Angier March Perkins a Londres a la dècada de 1830. En aquella època, la calefacció central s'estava posant de moda a Gran Bretanya, amb sistemes de vapor o aire calent generalment utilitzats.

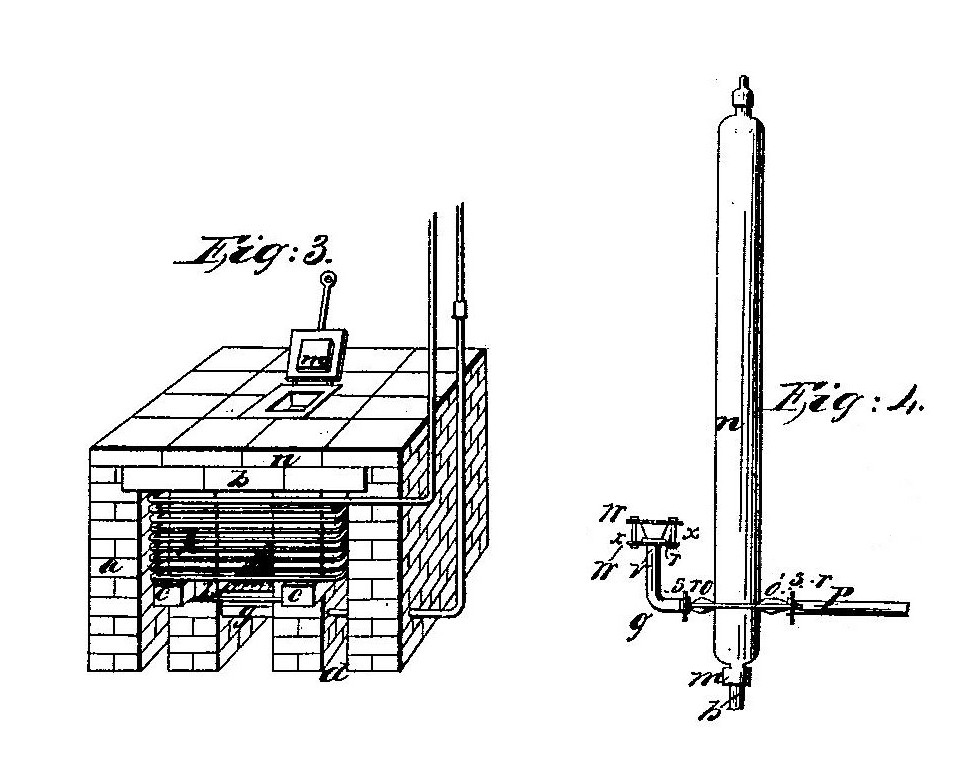
Detalls del cremador i del tub d'expansió de la patent de Perkins de 1838.

L'aparell de Perkins de 1832 distribuïa aigua a 200 graus centígrads (392 °F) a través de canonades de petit diàmetre a alta pressió. Una invenció crucial per fer viable el sistema va ser la unió roscada, que va permetre que la unió entre les canonades suportés una pressió similar a la de la pròpia canonada. També va separar la caldera de la font de calor per reduir el risc d'explosió. La primera unitat es va instal·lar a la casa del governador del Banc d'Anglaterra John Horsley Palmer perquè pogués conrear raïm al clima fred d'Anglaterra.
Els seus sistemes es van instal·lar a les fàbriques i esglésies de tot el país, molts d'ells es van mantenir en condicions d'ús durant més de 150 anys. El seu sistema també va ser adaptat per a l'ús dels cremadorers en l'escalfament dels seus cremadors i en l'elaboració de paper a partir de pasta de fusta.
Franz San Galli, un empresari rus nascut a Prusia que viu a Sant Petersburg, va inventar el radiador entre 1855 i 1857, que va ser un pas important en la configuració final de la calefacció central moderna. El radiador de ferro colat victorià es va generalitzar a finals del segle XIX a mesura que empreses, com l' American Radiator Company, van ampliar el mercat de radiadors de baix cost als EUA i Europa.

## Fonts d'energia

Esquerra: Cicle de Brayton amb un regenerador i un radiador, dreta: una bomba de calor alimentada per una turbina de gas